# Estádio das Aveleiras de Giresun
O Estádio das Aveleiras de Giresun (em turco, Giresun Çotanak Stadyumu) é um estádio de futebol localizado em Giresun, na Turquia, inaugurado em 24 de janeiro de 2021, com capacidade máxima para 22 028 espectadores.
É atualmente o local onde o Giresunspor, tradicional clube da cidade, manda seus jogos oficiais por competições nacionais.

## Histórico
Construído no distrito de Aksu, na região nordeste de Giresun, o estádio integra um moderno complexo esportivo composto por um centro de treinamento e um ginásio poliesportivo. Inicialmente projetado por uma equipe de arquitetos liderada por Bora Soykut em 2013, sua construção fez parte do projeto de construção e modernização de praças esportivas levado a cabo pelo Ministério dos Esportes da Turquia. O nome do estádio é uma referência à cultura agrícola principal de Giresun: o cultivo de avelãs, sendo a maior região produtora de avelãs, cerejas e nozes do país.
Os trabalhos de construção do estádio tiveram início em novembro de 2016 com prazo de conclusão da obra inicialmente previsto para meados de 2018. Entretanto, a obra enfrentou atrasos constantes de conclusão das etapas, o que exigiu por diversas vezes a alteração no cronograma de entrega, tendo sido efetivamente concluída em dezembro de 2020. Sua inauguração ocorreu oficialmente em 24 de janeiro de 2021 com a partida disputada entre o Giresunspor e o Balıkesirspor, que terminou com a vitória do clube mandante por 1–0, em confronto válido pela Segunda Divisão Turca.

## Infraestrutura
A capacidade máxima do estádio é de até 22,028 espectadores, sendo 20.380 assentos nas arquibancadas comuns, 1.413 camarotes VIPs e mais 75 assentos destinados à pessoas com deficiência. O estádio conta também com 76 cabines de imprensa e com um estacionamento subterrâneo com capacidade para abrigar até 1.000 veículos.
A cobertura do estádio apresenta um design original, dando a impressão de ser maior do que realmente é por conta do formato irregular das arquibancadas. Composta por uma membrana gigante de 25.000 m² feita de PVC, protege por completo os torcedores do local das frequentes chuvas verificadas na região do Mar Negro, de clima úmido. O estádio distingue-se também pelas cores naturais e suas altas colunas presentes na fachada externa, graças às quais os corredores internos recebem ventilação. As formas arredondadas do estádio e do pavilhão desportivo remetem às colinas localizadas ao redor do complexo esportivo.
O edifício do estádio é composto por um total de 6 pisos, onde lojas, lanchonetes e restaurantes encontram-se no piso subterrâneo. Ele está conectado ao pavilhão esportivo próximo por um calçadão de concreto elevado acima do nível da rua. A área construída compreende um total de 114.388 m². Além disso, 2.815 toneladas de aço foram usadas para construir a cobertura, das quais 1.790 toneladas foram usadas para as treliças de suporte de carga. A cobertura foi testada quanto à resistência a terremotos, assim como a estrutura de concreto armado das arquibancadas.